# Oxtjärnen (Piteå socken, Norrbotten)
Oxtjärnen är en sjö i Piteå kommun i Norrbotten och ingår i Åbyälvens huvudavrinningsområde. Oxtjärnen ligger i Åbyälven Natura 2000-område.